# Phellandrène synthase
La phellandrène synthase, appelée en anglais (4S)-β-phellandrene synthase (geranyl-diphosphate-cyclizing), est une lyase qui catalyse la réaction :
géranyle diphosphate  {\displaystyle \rightleftharpoons }  (4S)-β-phellandrène + pyrophosphate.
Cette enzyme requiert le cation de manganèse Mn2+ comme cofacteur ; le cation de magnésium Mg2+ n'est pas efficace. Il se forme également du (–)-α-phellandrene. Cette réaction fait intervenir une migration d'hydrure 1,3.
Il existe également une autre enzyme, appelée phellandrène synthase 1 (EC 4.2.3.51).